# 董文隆
董文隆（1902年—1978年），原名董庸，圣名裴理伯，自選自聖的天主教济南教区主教，原中国天主教爱国会副主席。

## 生平
1902年，董文隆出生在山东省莱芜县响水湾村一个世代信奉天主教的家庭。1926年从济南洪家楼德育中学毕业，随后进入洪家楼小修院。1929年被派往罗马传信部大学神哲学院留学。1934年晋升神父。1935年获罗马传信部大学神学博士学位。
董文隆回国后，任懿范女中校长，又在北京司铎书院进修两年，1939年以后出任章丘胡迪村、东平梁庄的本堂神甫。
1950年，济南教区总主教杨恩赉任命董文隆为济南教区副主教。协助翻译天主教法典。
1950年代初，董文隆积极参加政府组织的反帝爱国运动，曾公开控诉教廷公使黎培理总主教，和1951年被捕、次年死于狱中的济南教区杨恩赉总主教，并在《大众日报》上发表《帝国主义诬蔑宣传破产了》，而获得“魔鬼”称号。
1958年6月1日，董文隆被自选自圣为济南教区正权主教，同时接受祝圣的还有周村教区主教宗怀德、益都教區主教贾福善和曹州教區主教李鸣远，为大陆自选自圣的第二批主教。1962年被选为中国天主教爱国会副主席。但是在同年又被捕，1970年被遣返回原籍莱芜农村管制劳动。1978年平反，不久在莱芜农村突然病故。此后，由宗怀德出任济南教区主教和中国天主教爱国会主席。